# ミニ・キッス
ミニ・キッス (Mini Kiss) は、アメリカ合衆国のロック・バンド。低身長の小人だけで編成されたキッスのトリビュートバンドで、1996年から活動し始めた。バンドの創始者でリーダーだったジョーイ・フェイタール (Joey Fatale、本名 Joseph Fatale) は、ニューヨーク出身で、身長４フィート4インチ（123センチメートル）、「ミニ・デーモン」と名乗っていた。バンドではジーン・シモンズに相当する役でベースを担当し、「ミニ・ジーン」とも称された。フェイタールは、1996年9月1日に、引っ越しの最中に未開封のキッスのアルバム『地獄の狂獣 キッス・ライヴ』を見つけ、ミニ・キッスのアイデアを思いついき、10月30日には、最初のショーを実現したという。ミニ・キッスは、小人たちによる現存のトリビュートバンドとしては最も人気があるバンドのひとつである。バンドのメンバーは、歌手を中心にしばしば交代しており、2008年のインタビューでフェイタールは、その時点までにのべ22人がメンバーだったことがあると述べている。
2006年には、GSN（ゲーム・ショー・ネットワーク）がリバイバル制作したクイズ番組『I've Got a Secret』（NHKの『私の秘密』の原型）に出演した。商業的に流通しているレコードはないが、100席から1000席程度の規模の会場を回るツアーを定期的に展開している。バンドは、IFCのコメディ番組『Z Rock』にカメオ出演したことがあり、また、ドクター・ペッパーのチェリー味のテレビ・コマーシャルで本家のキッスと共演するカメオ出演も果たしている。このコマーシャルは、2010年のスーパーボウルの際に放映され議論を呼んだ。
フェイタール は、ミニ・キッスの活動における様々な権利の使用について、キッス側から無償で承諾を得ていた。
ミニ・キッスのドラマーであったティム・ルーミス ("Little" Tim Loomis) が、バンド脱退後の2006年にラスベガスで同様のトリビュートバンド Tiny Kiss を始めた際には、フェイタールとの間の諍いが報じられたが、フェイタールはこれをパブリシティだと主張した。
ジョーイ・フェイタール は、2011年8月7日に47歳で死去した。その後もミニ・キッスは、フェイタールの兄弟がマネジメントを受け継ぎ、ツアーを続けている。